# 梁龍 (外交官)
梁 龍（りょう りゅう、1893年 - 没年不明）は、中華民国の外交官。字は雲従、雪松。

## 生涯
広東省梅県出身。若い時代に日本に留学し、その後イングランドのケンブリッジ大学で法律を専攻。卒業後はドイツやフランス等で学んだ。1919年のパリ講和会議では中華民国政府代表団の副主席を務めた。続いて外交部で条約委員会委員を務めた後、上海臨時法院裁判長、大理院裁判長、北京法政大学校長、国立広東大学法学院院長等を歴任。
1928年より駐ドイツ国大使館一等書記官（参事級）、駐チェコスロバキア大使館代理一等書記官および代理公使。1936年に駐チェコスロバキア公使に就任。1939年、ドイツによりチェコスロバキア併合が為されると、ルーマニア王国に移り、駐ルーマニア王国公使に就いた。1942年に外交部欧州司司長に就任。1945年より駐スイス公使および駐チェコスロバキア大使。